# Исландская музыкальная премия
Исландская музыкальная премия (исл. Íslensku tónlistarverðlaunin) — официальная музыкальная награда Исландии, вручаемая ежегодно в ознаменование музыкальных достижений за календарный год.
Учреждена в 1993 году как ежегодная рок-премия, присуждаемая Союзом исландских музыкантов (исл.  Félag islenskra hljómlistarmanna, FÍH); со временем награждаемые категории в мероприятие нескольких категорий, проводимое обычно в январе или феврале для вручения наград предыдущего года.
С 2002 года мероприятие спонсируется Исландской музыкальной ассоциацией, известной как Samtónn.

## Победители

### 1993
Победители:
- Песня года: «Stúlkan», автор Todmobile
- Альбом года: ‘‘Spillt’’, автор Todmobile
- Исполнитель / группа года: Todmobile
- Певец года: Daníel Ágúst Haraldsson
- Певица года: Бьорк
- Клавишник года: Eyþór Gunnarsson
- Басист года: Eiður Arnarsson
- Барабанщик года: Gunnlaugur Briem
- Гитарист года: Guðmundur Pétursson
- Инструменталист года (другие инструменты): Sigtryggur Baldursson (перкуссия)
- Автор песен года: Þorvaldur Bjarni Þorvaldsson
- Автор текстов года: Andrea Gylfadóttir
- Обложка года: «Starlight», автор Jet Black Joe
- Лучший новичок: Orri Harðarson
- Почётная премия: Björgvin Halldórsson

### 2004
Победители:
- Запись года: ‘‘Mugimama, is this monkey music?’’, автор Mugison
- Музыкальное видео года: «Oceania», автор Бьорк
- Best Export: Bang Gang и Barði Jóhannsson
- Почётная премия: Helga Ingólfsdóttir (клавесин)
- Motivational recording: Ágúst Einarsson for the book Hagræn áhrif tónlistar
- Рок и поп:
  - Лучший поп альбом: ‘‘Mugimama, Is This Mugimusic?’’, автор Mugison
  - Лучший рок-альбом: ‘‘Hljóðlega af stað’’, автор Hjálmar
  - Лучший альбом: Vetrarljóð, автор Ragnheiður Gröndal
  - Певец года: Páll Rósinkranz
  - Певица года: Ragnheiður Gröndal
  - Исполнитель / группа года: Jagúar
  - Песня года: «Murr Murr», автор Mugison
  - Лучший новичок: Hjálmar
- Современная классическая музыка:
  - Композиция года: ‘‘Sinfónía’’, автор Þórð Magnússon
  - Запись года: ‘‘Verk fyrir selló og píanó'' — Bryndís Halla Gylfadóttir (cellist) and Edda Erlendsdóttir (piano) and Enescu, Janacek, Kodaly, Martinu
  - Исполнитель года: [[Bryndís Halla Gylfadóttir (cellist)
  - Новичок: Víkingur Ólafsson (piano)
- Джаз:
  - Запись года: ‘‘Dansaðu fíflið þitt dansaðu!’’, автор Sammi, Tómas R and Jagúar
  - Композиция года: ‘‘Ástin’’, автор [[Tómas R. Einarsson (Dansaðu fíflið þitt dansaðu)
  - Джазовый артист года: Samúel Jón Samúelsson and Jagúar

### 2006
Победители:
- Музыкальное видео года: «The One», автор Trabant
- Best album art: ‘‘Please Don’t Hate Me’’, автор Lay Low
- Лучший новичок: Эльфа Рун Кристинсдоуттир
- Útrásarverðlaun Reykjavíkur Loftbrú: Ghostigital
- Motivational: FL Group
- Почётная премия: Ólafur Gaukur Þórhallsson
- Самая популярная песня года: «Barfly», автор Jeff Who?
- Популярный исполнитель года: Lay Low
- Классика и модерн:
  - Запись года: ‘‘Þorlákstíðir’’, автор Voces Thules
  - Исполнитель года: Víkingur Ólafsson (пианино)
  - Композиция года: «Fiðlukonsert», автор Áskell Másson
- Джаз:
  - Запись года: ‘‘Atlantshaf’’, автор Atlantshaf
  - Исполнитель года: Útlendingahersveitin
  - Песня года: «Líf», автор Einar Valur Scheving
- Различные стили:
  - Поп-запись года: ‘‘Dirty Paper Cup’’, автор Hafdís Huld
  - Рок и Альтернативная запись года: ‘‘Wine for My Weakness’’, автор Pétur Ben
  - Популярная запись года: ‘‘Aparnir í Eden’’, автор Baggalútur
  - Другая музыкальная запись года: ‘‘In Cod We Trust’’, автор Ghostigital
  - Исполнитель года: Björgvin Halldórsson
  - Песня года: «Allt fyrir mig», автор Baggalútur и Björgvin Halldórsson
  - Певец года: Bubbi Morthens
  - Певица года: Lay Low

### 2007
Победители:
- Лучший новичок: Hjaltalín
- Лучшая музыка к фильму /телевидению: [[Pétur Ben for Foreldrar
- Лучшее музыкальное видео года: «The Great Unrest», автор Gísli Darri & Bjarki Rafn with Mugison
- Обложка альбома года: Alli Metall, Kjartan Hallur & Mugison for Mugison album Mugiboogie
- Netverðlaun, автор [[tonlist.is: Páll Óskar
- Популярный артист года, автор [[visir.is: Páll Óskar
- Útflutningsverðlaun: Kvartett Sigurðar Flosasonar & Jóels Pálssonar
- Motovational: Björgólfur Guðmundsson
- Почётная премия: Rúnar Júlíusson
- Современная классическая музыка:
  - Лучшая запись года: ‘'Melódía’’, автор Kammerkórinn Carmina
  - Лучшая композиция года: «Apochrypha», автор Hugi Guðmundsson
  - Лучший артист года: Kammersveitin Ísafold
- Джаз:
  - Лучшая запись года: ‘‘Cycles’’, автор Einar Scheving
  - Лучший артист года: [[Sigurður Flosason (саксофон)
  - Лучшая композиция года: «Daboli", автор Agnar Már Magnússon
- Различные музыкальные стили:
  - Поп-запись года: ‘‘Frágangur/Hold er mold’’, автор Megas and Senuþjófarnir]]
  - Рок/Альтернатива запись года: ‘‘Mugiboogie’’, автор Mugison
  - Запись года: «Við & við», автор Ólöf Arnalds
  - Артист года: Бьорк
  - Песня года: «Verum í sambandi», автор Snorri Helgason / Bergur Ebbi Benediktsson
  - Автор песен года: Högni Egilsson (из Hjaltalín)
  - Автор текстов года: Bergur Ebbi Benediktsson (Sprengjuhöllin)
  - Певец года: Páll Óskar
  - Певица года: Бьорк

### 2008
Выбранные победители:
- Лучший сонграйтер: Sigur Rós for Með suð í eyrum
- Лучшая композиция года: ‘‘ORA’’, автор Áskell Másson
- Песня года: «Þú komst við hjartað í mér», автор Toggi, Bjarki Jónsson & Páll Óskar
- Певец года: Páll Óskar Hjálmtýsson
- Лучший новичок: Agent Fresco
- Motivational: Músíktilraunir
- Джазовая запись года: ‘‘Fram af’’, автор Ómar Guðjónsson
- Классика и модерн music Запись года: ‘‘Fordlandia’’, автор Jóhann Jóhannsson
- поп-, рок-запись года: ‘‘Með suð í eyrum við spilum endalaust’’, автор Sigur Rós
- Исполнитель года: Anna Guðný Guðmundsdóttir (piano) on Tuttugu tillit til Jesúbarnsins (Olivier Messiaen)
- Музыкальное видео года: «Wanderlust», автор Бьорк / Encyclopedia Pictura
- Umslag ársins: ‘‘Demoni Paradiso’’, автор Evil Madness
- Netverðlaun tónlist.is: Baggalútur
- Útrásarverðlaun: Mugison
- Популярный исполнитель года: Baggalútur
- Почётная премия: Ingólfur Guðbrandsson

### 2014
Прошло в концертном зале Харпа 14 марта 2014 года.
Избранные победители:
- Запись года: ‘‘Komdu til mín svarta systir’’, автор Mammút
- Песня года: «Salt», Mammút
- Певица года: Sigríður Thorlaciu (Hjaltalín)
- Певец года: John Grant
- Автор песен года: John Grant
- Группа года: рок-группа Skálmöld
- Почётная премия: Mezzoforte

### 2015
Прошло в концертном зале Харпа в феврале 2015 года.
Победители:
- Лучшая обложка альбома года: Kippi Kanínus—Temperaments. Дизайнеры: Ingibjörg Birgisdóttir и Orri Jónsson
- Музыкальное видео года: Úlfur Úlfur — Tarantúlur. Режиссёр: Magnús Leifsson
- Продюсер года: Jóhann Jóhannsson — The Theory Of Everything
- Альбом года: ‘‘The Theory Of Everything — Jóhann Jóhannsson
- Почётная премия: The Sugarcubes
- Рок и поп:
  - Альбом года, рок: ‘‘In The Eye Of The Storm—Mono Town
  - Альбом года, поп: ‘‘Sorrí—Prins Póló
  - Песня года, rock: «Peacemaker»—Mono Town
  - Песня года, pop: «Color Decay» — Unnar Gísli Sigurmundsson (Júníus Meyvant)
  - Вокалист года, рок и поп: Valdimar Guðmundsson (Valdimar)
  - Вокалистка года, рок и поп: Salka Sól Eyfeld (AmabAdamA)
  - Музыкальный исполнитель, рок и поп: Skálmöld
  - Музыкальное событие года, рок и поп: Skálmöld и Iceland Symphony Orchestra в Элдборге
  - Лучший автор текстов песен, рок и поп: Snæbjörn Ragnarsson (Skálmöld)
  - Лучший сонграйтер, рок и поп: Svavar Pétur Eysteinsson (Prins Póló)
  - Дебютный альбом года, рок и поп: ‘‘n1— Young Karin
  - Самая яркая надежда, рок и поп: Júníus Meyvant
- Джаз & blues:
  - Дебютный альбом года, джаз и блюз: Anna Gréta Sigurðardóttir
  - Песня года, джаз и блюз: Sveðjan — ADHD
  - Альбом года, джаз и блюз: ‘‘Íslendingur í Alhambrahöll — Stórsveit Reykjavíkur
  - Композитор года, джаз и блюз: Stefán S. Stefánsson
  - Исполнитель года, джаз и блюз: Sigurður Flosason
  - Событие года, джаз и блюз: Джазовый фестиваль в Рейкьявике
- Современная классическая музыка:
  - Событие года, Современная классическая музыка: Sumartónleikar Skálholtskirkju
  - Певец года, Современная классическая музыка: Elmar Gilbertsson
  - Певица года, Современная классическая музыка: Hanna Dóra Sturludóttir
  - Альбом года, Современная классическая музыка: Fantasíur G.P. Telemann, Violin Solo — Эльфа Рун Кристинсдоуттир
  - Песня года, Современная классическая музыка: Ek ken di nag — DДаниэль Бьярнасон
  - Композитор года, Современная классическая музыка: Даниэль Бьярнасон для Blow Bright & Ek ken di nag
  - Исполнитель года, Современная классическая музыка: Víkingur Heiðar Ólafsson
  - Новичок года, Современная классическая музыка: Oddur Arnþór Jónsson

### 2016
Прошло в концертном зале Харпа в марте2016.
Избранные победители:
- Рок-альбом года: ‘‘Destrier’’, Agent Fresco
- Поп-альбом года: ‘‘Vulnicura’’, Бьорк
- Рок-песня года: «Way We Go Down», Kaleo
- Поп-песня года: «Crystals», Of Monsters and Men
- Вокалист года: Arnór Dan
- Вокалистка года: Бьорк
- Живое исполнение года: Of Monsters and Men
- Музыкальноесобытие года: Iceland Airwaves
- Автор текстов года: Бьорк
- Лучший новичок в роке и попе: Sturla Atlas

### 2017
Прошло 2 марта 2017.
Избранные победители:
- Исполнитель года, джаз и блюз: Stórsveit RVK
- Исполнитель года, поп/рок: Emmsjé Gauti
- Исполнитель года, классическая/современная музыка: Schola Cantorum
- Концерт года, pop/rock: Baggalútur Christmas concert
- Концерт года, классическая/современная музыка: ‘‘Évgení Onegin in the production of the Icelandic Opera
- Поп-песня года: Hildur, «I’ll Walk with You»
- Рок-песня года: Valdimar, «Slétt og fellt»
- Рэп/хип-хоп песня года: Emmsjé Gauti, «Silfurskotta»
- Джазовая композиция года: ADHD, Magnús Tryggvason Elíassen
- Классическая/современная композиция года: Hugi Guðmundsson, Hamlet in Absentia
- Самая яркая надежда в джазе/блюзе: Sara Blandon
- Самая яркая надежда в поп/роке: Auður
- Альбом года, электронная музыка: Samaris, Black Night
- Альбом года, рэп/хип-хоп: Emmsjé Gauti, Vagg og Velta
- Альбом года, джаз/блюз: Þorgrímur Jónsson Quintet, Constant Movement
- Альбом года, рок: Kaleo, A/B
- Альбом года, поп: Júníus Meyvant, Floating Harmonies